# 中村浩子
中村 浩子（なかむら ひろこ）は、日本の声楽家（メゾソプラノ、ソプラノ）、オペラ歌手、音楽教育者。東京藝術大学名誉教授。日本を代表するフランス歌曲と近代フランス音楽の第一人者であるが、日本歌曲においても業績を残している。

## 経歴
オペラ初出の記録は、1952年（昭和27年）11月21日 静岡市公会堂 23日（2回）名古屋御園座 27日、28日（2回）、29日（2回）歌舞伎座 12月3日 日比谷公会堂 東京芸術大学 藤原歌劇団 長門美保歌劇団 二期会 東京オペラ協会 関西オペラグループ公演 モーツァルト『フィガロの結婚』介添の娘（指揮：近衛秀麿）である。出演したプロダクションは20を数え、1953年（昭和28年）11月28日 京都弥栄会館 12月5日、6日、9日、13日 大阪毎日会館 15日、16日 宝塚大劇場 二期会フロトー『マルタ』ナンシーを務めたのをはじめ、1959年（昭和34年）7月19日、20日、21日、22日、23日、24日の共立講堂における二期会 ヴェルディ『椿姫』アンニーナ（指揮：伊藤栄一）までの間に集中して出演している。その中にはラヴェル『子供と魔法』（コンサート形式）の2回のフランスオペラの公演が含まれる（1954年（昭和29年）4月5日 東京フィルハーモニー交響樂團第10(23)回定期演奏会 日比谷公会堂 お母さん役 指揮：渡邉曉雄、1957年（昭和32年）12月13日 日本フィルハーモニー交響楽団第5回定期演奏会 子供役 指揮：渡辺暁雄）。その後は1963年（昭和38年）7月10日 山形県県民会館 13日、15日、17日、18日、20日 東京文化会館大ホール ヴェルディ『椿姫』アンニーナ（指揮：ニコラ・ルッチ）と、1972年（昭和47年）12月23日 東京都交響楽団第48回定期演奏会 ラヴェル『子供と魔法』ママ（指揮：渡辺暁雄）（コンサート形式）に出演している。
コンサートでは、1953年（昭和28年）12月23日に日比谷公会堂の第3回東京藝術大学 ヘンデル『メサイア』チャリティー演奏会でソロを務める（指揮：渡辺暁雄 ソプラノ：毛利順子 アルト：中村浩子 テノール：柴田睦陸 バス：畑中良輔）。1954年（昭和29年）12月17日に名古屋市公会堂にて朝日新聞厚生文化事業団 ヘンデル『メサイア』ソロ（指揮：渡辺暁雄 ソプラノ：川口絹代 アルト：中村浩子 テノール：中村善治 バス：小島琢磨 合唱：金城学院グリークラブ 東海メールクワイアー YMCA合唱団 南山大学合唱団 学芸大学合唱団 管絃楽：名古屋放送管絃楽団 合唱指揮：比嘉うた ピアノ：小栗峯）。1955年（昭和30年）12月1日に日比谷公会堂の東京藝術大学音楽学部演奏会 ベートーヴェン『荘厳ミサ』でソロ（指揮：山田和男 ソプラノ：伊藤京子 アルト：中村浩子 テノール：五十嵐喜芳 バス：築地利三郎 合唱：東京芸術大学音楽学部学生 管弦楽：東京芸術大学音楽学部管弦学部 オルガン：秋元道雄）。2001年（平成13年）6月4日 津田ホールでの日本フォーレ協会第12回演奏会「フォーレとドビュッシー」においてフォーレ『マスクとベルガマスク』を披露した。
放送にも頻繁に出演しており、音楽文化の振興に努めた。1966年（昭和41年）のNHKみんなのうた『てんさぐの花』は当時日本返還前の沖縄民謡を歌ったことで話題となった。
東京藝術大学助教授、教授、名誉教授として、長年にわたり後進の育成に尽くしている。門下生は数多く、菅英三子、浜田理恵、小林真理、土屋雅子、神谷明美、野々下由香里、小田切一恵、佐伯葉子、根岸一郎、神谷明美、増田貴代子、小阪亜矢子、福田美樹子、平井裕子、民秋理、友光曜子、村田望、高岡美千代、齋藤純枝、工藤ななえ、上條恵衣子、寺島夕紗子、浦畑博美、西口彰子、藤井文子、田中（間）正子、山下朋子、小田切一恵、金子志保、尾高綾子、佐藤朋子、田中万紀子、大網かおり、正木裕子、武田正雄、小木谷好美、佐藤明子、佐伯葉子、山田暢、真島敦子、田大成、廣橋英枝、齋藤詩子、石井恵子、上村聡子、AYUMI、鎌田直純、亀田眞由美、嘉村弥生、大庭尋子、林志乃、小見佳子、櫻井悦代、町田健児、太田真帆、松井亜希などがいる。門下生には、さらにパリのエコールノルマル音楽院に留学するなど、フランス音楽の道に進んだ音楽家が多くみられる。門下生の団体「コンセール・C」を主宰しており、「コンセール・C」は2019年（令和元年）10月19日に第90回記念コンサートを開催している。コンサートは、フランス歌曲、日本歌曲、フランスオペラのアリアの3部で構成されている。
二期会会員。日本演奏連盟会員。鎌倉市在住。

## 放送出演
NHKクロニクルによる。
- 1957年6月6日 NHKアナログ総合テレビ 音楽をどうぞ
- 1957年12月3日 NHKアナログ総合テレビ しらべに寄せて
- 1958年5月30日 NHKアナログ総合テレビ 音楽をどうぞ
- 1958年8月23日 NHKアナログ総合テレビ 夏休み家庭教室 テレビオペラ『瓜子姫とあまんじゃく』
- 1958年12月5日 NHKアナログ総合テレビ 音楽をどうぞ
- 1959年5月9日 NHKアナログ教育テレビ 音楽夜話『フランス音楽の旅』(2)
- 1959年5月15日 NHKアナログ総合テレビ 音楽をどうぞ『日本のしらべ』
- 1959年11月19日 NHKアナログ総合テレビ あひるはうたう
- 1960年1月13日 NHKアナログ総合テレビ みんなで歌を『遙かな友に』磯部俶 作詞・作曲 他
- 1960年1月27日 NHKアナログ総合テレビ みんなで歌を
- 1960年7月30日 NHKアナログ教育テレビ 音楽夜話 1.『フランスとシャンソン』(3) フランス民謡と子どもの歌 2.『音楽の話題』－ヨーロッパの夏の音楽祭を語る－
- 1960年8月24日 NHKアナログ総合テレビ みんなで歌を 8月の練習曲『夏の朝に』『河童譚』
- 1960年10月5日 NHKアナログ総合テレビ みんなで歌を 津軽の子守唄『もうっこ』『野ぶどう』 『人魚の夜の歌』『月の光』『夢のあとに』
- 1960年10月19日 NHKアナログ総合テレビ みんなで歌を
- 1961年2月4日 NHKアナログ教育テレビ 音楽夜話 1.『近代音楽のあけぼの』(1)－ルネッサンスの音楽－ 2.『音楽の話題』－ヨーロッパの音楽祭を回って－
- 1961年4月6日 NHKアナログ総合テレビ こどもの時間
- 1961年4月11日 NHKアナログ総合テレビ こどもの時間
- 1961年4月18日 NHKアナログ総合テレビ こどもの時間
- 1961年4月25日 NHKアナログ総合テレビ こどもの時間
- 1961年5月2日 NHKアナログ総合テレビ こどもの時間
- 1961年5月9日 NHKアナログ総合テレビ こどもの時間
- 1961年5月16日 NHKアナログ総合テレビ こどもの時間
- 1961年5月23日 NHKアナログ総合テレビ こどもの時間
- 1961年5月30日 NHKアナログ総合テレビ こどもの時間
- 1962年6月1日 NHKアナログ総合テレビ 音楽をどうぞ『中田喜直作品集』
- 1962年7月12日 NHKアナログ総合テレビ 夜のしらべ『愛のセレナード』
- 1962年10月9日 NHKアナログ総合テレビ 星のセレナード『月の光』ドビュッシー作曲 ピアノ奏鳴曲嬰ハ短調作品27第2『月光』から ベートベン作曲
- 1963年9月1日 NHKアナログ教育テレビ 芸術劇場 歌劇『椿姫』ヴェルディ作曲 －東京文化会館で収録－
- 1963年11月20日 NHKアナログ総合テレビ 夜のコンサート 円舞曲集『愛の歌』ブラームス作曲 東京四重唱団（伊藤京子：ソプラノ 中村浩子：アルト 中村健：テノール 芳野靖夫：バス）NHK室内管弦楽団 伊藤栄一：指揮 畑中良輔：話
- 1965年2月7日 NHKアナログ教育テレビ 音楽の歴史『フランス六人組』 組曲『ルネ王の暖炉』ミヨー作曲 『動物詩集』プーランク作曲
- 1965年2月9日 NHKアナログ教育テレビ 音楽の歴史『フランス六人組』（再放送）
- 1965年10月5日 NHKアナログ教育テレビ 音楽教室（小学校高学年）『外国の民謡』
- 1965年10月9日 NHKアナログ教育テレビ 音楽教室（小学校高学年）『外国の民謡』（再放送）
- 1966年6月10日 NHKアナログ総合テレビ 午後のひととき『こよみ今昔』『ニュースの窓』－質問に答えて－ 『ことばとわたし』
- 1966年8月10日 NHKアナログ総合テレビ みんなのうた『てんさぐの花』ほか
- 1966年8月17日 NHKアナログ総合テレビ みんなのうた『てんさぐの花』ほか
- 1966年8月24日 NHKアナログ総合テレビ みんなのうた『てんさぐの花』ほか
- 1966年8月31日 NHKアナログ総合テレビ みんなのうた『てんさぐの花』ほか
- 1966年9月14日 NHKアナログ総合テレビ みんなのうた『てんさぐの花』ほか
- 1966年9月21日 NHKアナログ総合テレビ みんなのうた『てんさぐの花』ほか
- 1966年9月28日 NHKアナログ総合テレビ みんなのうた『てんさぐの花』ほか
- 1967年2月12日 NHKアナログ教育テレビ テレビリサイタル『現代日本歌曲集』
- 1968年12月28日 NHKアナログ総合テレビ 夢のセレナード
- 1994年5月5日 NHK-FM 日本歌曲集 (5) 声楽家：畑中良輔 ゲスト 声楽家：中沢桂 『お友だちといっしょ』三木露風：作詩 山田耕筰：作曲 メゾソプラノ：中村浩子 ピアノ：三浦洋一 ほか
- 1994年8月11日 NHK-FM 日本歌曲集 －シリーズ・こころのうた－ (4) －『橋本国彦 作品集』から－ 音楽評論家・声楽家：畑中良輔 ゲスト 声楽家：瀬山詠子 きき手：味方恵子
- 1994年11月24日 NHK-FM 日本歌曲集 －シリーズ・こころのうた－ (4) 声楽家：畑中良輔 －『高田三郎 作品集』から－ 声楽家：東敦子 きき手：柴田優子 『パリ旅情』から「冬の森」ほか 深尾須磨子：作詩、高田三郎：作曲 メゾソプラノ：中村浩子 ピアノ：三浦洋一
- 1994年11月25日 NHK-FM 日本歌曲集 －シリーズ・こころのうた－ (5) 声楽家：畑中良輔 中村浩子 きき手：柴田優子 －『石渡日出夫、伊福部昭 作品集』から－ 『笛の音のする里に行こうよ』萩原朔太郎：作詩 石渡日出夫：作曲 メゾソプラノ：中村浩子 ピアノ：三浦洋一 ほか
- 1994年12月31日 NHKラジオ第2 日本歌曲集 －瀧廉太郎作品から－
- 1997年2月9日 NHKラジオ第1 音楽の泉 皆川達夫
- 2007年11月25 NHK-FM 現代の音楽 放送50年 この半世紀を振り返る 「『涅槃』交響曲から 第5、6楽章」黛敏郎：作曲
- 2009年8月14日 NHK-FM 特集にっぽんのうた 世界の歌 富沢美智恵 ゲスト：畑中良輔 『優しき歌』から「爽やかな五月に」立原道造：作詞 柴田南雄：作曲 中沢桂 『汚れっちまった悲しみに』中原中也：作詞 石渡日出夫：作曲 中村浩子 ほか
- 2009年12月15日 NHK-FM にっぽんのうた 世界の歌 富沢美智恵 組曲『四季』から「雪」中村秋香：作詞 瀧廉太郎：作曲 中村邦子 中村浩子 中村健 平野忠彦 ほか
- 2009年12月31日 NHK-FM 特集にっぽんのうた 世界の歌 －畑中良輔氏を迎えて－ (4) 富沢美智恵 『汚れっちまった悲しみに』中原中也：作詞 石渡日出夫：作曲 メゾソプラノ：中村浩子 『八木重吉による五つの歌』より「秋の空」八木重吉：作詞 畑中良輔：作曲 メゾソプラノ：佐藤寛子 ほか
- 2010年9月14日 NHK-FM にっぽんのうた 世界の歌 富沢美智恵 『お友だちといっしょ』三木露風：作詞 山田耕筰：作曲 メゾソプラノ：中村浩子 『青がえる』三木露風：作詞 山田耕筰：作曲 メゾソプラノ：中村浩子 ほか

## 主なディスコグラフィー
- 中山晋平の童謡 オムニバス 1987 JVCKENWOOD Victor Entertainment
- 日本の歌曲ベスト20 オムニバス 1988/3/2 ビクターエンタテインメント
- 決定版日本の歌曲 オムニバス 1988/10/21 ビクターエンタテインメント
- この道/日本名歌集 オムニバス 1991/10/25 ビクターエンタテインメント
- 日本の声楽・コンポーザーシリーズ 6 髙田三郎 伊藤京子 中村浩子 三浦洋一 1997/11/27 ビクターエンタテインメント
- 日本の声楽・コンポーザーシリーズ 7 瀧廉太郎 オムニバス 1993/5/21 ビクターエンタテインメント
- 讃美歌100選 第3集 わが喜び、わが望み オムニバス 1996/10/23 ビクターエンタテインメント
- 讃美歌100選 第4集 まごころもて仰ぎまつらん オムニバス 1996/10/23 ビクターエンタテインメント
- 〈COLEZO!〉讃美歌 名曲選 オムニバス 2005/3/9 ビクターエンタテインメント
- 赤とんぼ 山田耕作作品集 オムニバス 2005/12/16 ビクターエンタテインメント
- 山田耕筰没後50年特別企画『山田耕筰 歌曲集』オムニバス 2015/10/21 ビクターエンタテインメント
- にほんのうた 心のうた 日本の歌曲ベスト オムニバス 2017/10/18 JVCKENWOOD Victor Entertainment

## エピソード
- 畑中良輔が新国立劇場の芸術監督になるまで、畑中、三浦洋一、若杉弘・長野羊奈子夫妻、伊藤京子、岡部多喜子、観世栄夫、慶應義塾ワグネル・ソサィエティー男声合唱団の団員と毎冬志賀高原へスキーに出かけていた[75]。